# Pekka Vapaavuori
Pekka Juhani Vapaavuori (né le 6 août 1962 à Turku) est un architecte finlandais.

## Biographie
Diplômé de l’université technologique de Tampere en 1993, il fonde son cabinet l’année suivante.
Parmi ses réalisations, on compte le Kumu, musée d'art de Tallinn, en Estonie, qui a ouvert ses portes en 2006.

## Source
- (en) Cet article est partiellement ou en totalité issu de l’article de Wikipédia en anglais intitulé « Pekka Vapaavuori » (voir la liste des auteurs).